# ميخائيل غامبل
ميخائيل غامبل (بالإنجليزية: Michael Gamble)‏ هو سياسي أمريكي، ولد في 4 مايو 1907، وتوفي في 4 نوفمبر 1992. حزبياً، نشط في الحزب الديمقراطي. وقد انتخب عضو مجلس نواب أوهايو.